# Earlsfield
Earlsfield è un quartiere  all'interno del borgo londinese di Wandsworth, Londra, Inghilterra. È un tipico sobborgo di Londra e comprende case a schiera vittoriane prevalentemente residenziali, con una via principale di negozi, bar e ristoranti tra Garratt Lane, Allfarthing Lane e Burntwood Lane. La popolazione di Earlsfield al censimento del 2001 era di 12.903 abitanti, aumentando a 15.448 al censimento del 2011.
La stazione ferroviaria di Earlsfield fornisce accesso al centro di Londra (tre fermate per London Waterloo (Clapham Junction, Vauxhall, Waterloo) in 12 minuti) ed altre aree nel sud di Londra (Victoria - cambiando a Clapham Junction, Wimbledon una fermata). La riqualificazione della stazione è stata completata nell'aprile 2013.

## Storia
In epoca medievale, l'area era la parte settentrionale del maniero e del borgo di Garrat (scritto anche Garratt, Garrett o Garret) nella parrocchia di Wandsworth. A quel tempo l'area era già industrializzata con numerosi mulini lungo il fiume Wandle e all'inizio del XIX secolo la prima ferrovia di Londra, la Surrey Iron Railway trainata da cavalli, correva lungo Garratt Lane. Successivamente, nel 1838, venne aperta la London and South Western Railway che in origine passava senza fermata. Successivamente, sempre nello stesso secolo, lo sviluppo suburbano iniziò a insinuarsi dal Wandsworth Common.
Nell'aprile del 1884, la L&SWR aprì la stazione di Earlsfield in Garratt Lane, favorendo un ulteriore sviluppo della zona. La stazione prese il nome da una residenza vicina, Earlsfield, ora demolita. Quest'ultima era di proprietà della famiglia Davis, che possedeva anche il terreno necessario per la stazione, e una delle condizioni di vendita era che alla stazione sarebbe stato dato il nome della loro casa.
L'area, un tempo sobborgo della classe operaia di Wandsworth, è costituita da alloggi a schiera di medie dimensioni, anche se diversi nuovi alloggi sono stati o sono in fase di sviluppo, in particolare tra la stazione e la biblioteca. L'area ospita ora giovani famiglie attratte dall'accessibilità economica dell'area rispetto ai suoi vicini settentrionali, occidentali e orientali, Clapham, Wandsworth, Battersea e Putney, contribuendo al soprannome dell'area più ampia di Nappy Valley.
Earlsfield Library ha in mostra una serie di fotografie storiche della zona.
Tra il 1853 e il 1864, l'area a sud di Earlsfield, Summerstown, era il sito del Copenaghen Running Grounds, un importante luogo per camminare.
Haldane Place, vicino alla Wandle, fu il sito della principale base produttiva di Airfix tra il 1939 e il 1981.

## Geografia
Il fiume Wandle scorre all'incirca parallelamente a Garratt Lane attraverso l'area, ed è stato oggetto di un'importante operazione di bonifica finanziata dal consiglio, sebbene sia stato colpito da numerosi incidenti di inquinamento negli ultimi anni. Sono presenti piccole industrie situate tra la strada principale e il fiume.

## High Street

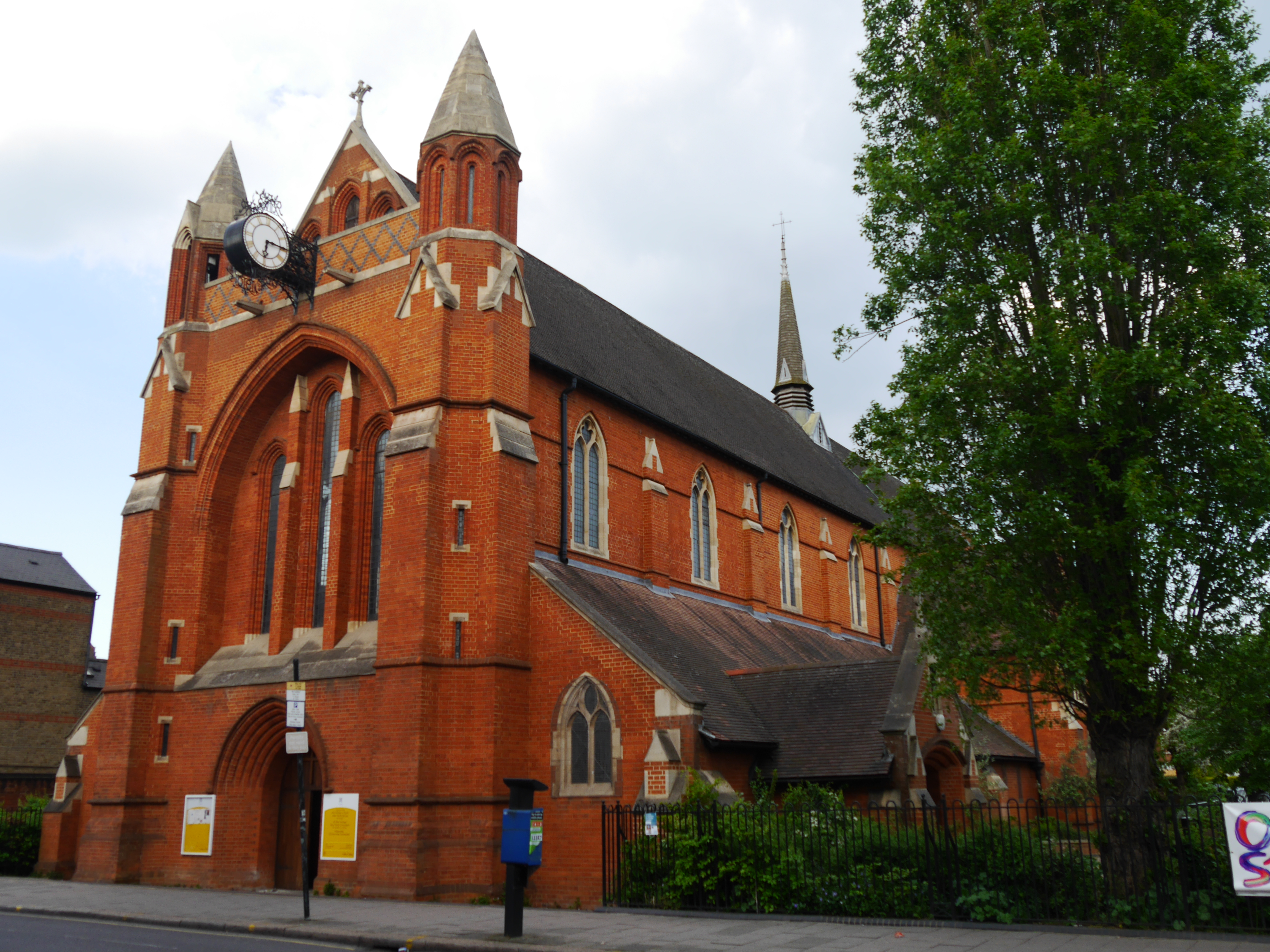
St Andrew's, Earlsfield

La principale via dello shopping si chiama Garratt Lane e comprende agenzie immobiliari, caffetterie, ristoranti, pub, bar e parrucchieri. Il tratto di Earlsfield appena a sud della stazione comprende catene come Caffè Nero, Costa Coffee, KFC, Starbucks e Sainsbury's Local, quest'ultimo situato vicino alla biblioteca di Magdalen Road. È presente un locale di Tesco appena a nord della stazione, anche se negli ultimi anni è stato aperto un numero crescente di caffetterie indipendenti, negozi di gastronomia, macellerie e pub, tra cui The Earlsfield, situato in una vecchia casa della stazione ferroviaria.
Garratt Lane ospita la compagnia teatrale interculturale Tara Arts e la sua sede Tara Theater. Inaugurato nel 2007 (e rinnovato nel 2016), lo spazio ospita aziende locali e nazionali e mette in scena le proprie produzioni.
Diverse aziende hanno sede a Smiths Yard, fuori Summerley Street, proprio dietro Barclays Bank.
Sono presenti sono due chiese nel centro: la chiesa battista di Earlsfield (aperta nel 1900) su Magdalen Road e St Andrew's, Earlsfield (anglicana, costruita in due fasi tra il 1888 e il 1902) all'angolo di Garratt Lane e Waynflete Street, con St Gregory's (cattolica) e St John the Divine (anglicana), più avanti lungo Garratt Lane verso Wandsworth.

## Residenti notevoli
- Louis de Bernières - Ha vissuto a Earlsfield mentre scriveva il Mandolino del Capitano Corelli. Il suo libro e gioco Sunday Morning At the Center of the World è "un omaggio alla variegata comunità di Earlsfield".[10]
- Sadiq Khan - Ex parlamentare per Tooting (che include Earlsfield entro i suoi confini elettorali) e sindaco di Londra da maggio 2016. Ha vissuto da bambino nell'Henry Prince Estate a Garratt Lane.